# Julian Howarth
Julian Howarth ist ein britischer Tontechniker.

## Leben
Howarth begann seine Karriere im Filmstab 1996 bei dem Kurzfilm Waiting for Giro. In den Folgejahren bis 2001 arbeitete er als Auslegerfahrer und erst ab 2005 mit der Fernsehserie Casualty wieder als Tontechniker. Seitdem arbeitete er vor allem an britischen Fernsehserien wie Doctor Who oder Torchwood. Ab dem Jahr 2019 begann eine neue Phase, in der er mit Alita: Battle Angel begann bei Blockbusterproduktionen zu arbeiten. Für Avatar: The Way of Water arbeitete er als Tonmeister und sorgte etwa am Set für atmosphärisch passende Wald- oder Unterwassergeräusche. Für den Film wurde er 2023 für einen Oscar in der Kategorie Bester Ton nominiert. Zudem wird er auch an den weiteren Filme der Avatar-Reihe arbeiten.

## Filmografie (Auswahl)
- 1996: Waiting for Giro
- 2005: Casualty (Fernsehserie)
- 2008: The Sarah Jane Adventures (Fernsehserie)
- 2010: Doctor Who (Fernsehserie)
- 2010: Tron: Legacy
- 2011: Torchwood (Fernsehserie)
- 2011: The Mentalist (Fernsehserie)
- 2012: Der Diktator
- 2013: Da Vinci’s Demons (Fernsehserie)
- 2014: Pretty Little Liars (Fernsehserie)
- 2015: Episodes (Fernsehserie)
- 2015: Getting On – Fiese alte Knochen (Fernsehserie)
- 2015: The Player (Fernsehserie)
- 2016: Teenage Mutant Ninja Turtles: Out of the Shadows
- 2017: Abgang mit Stil
- 2017: Girlboss (Fernsehserie)
- 2017: Bright
- 2019: Alita: Battle Angel
- 2019: Lloronas Fluch
- 2019: Ad Astra – Zu den Sternen
- 2021: Cash Truck
- 2021: Malignant
- 2021: Encounter
- 2022: Morbius
- 2022: Obi-Wan Kenobi (Fernsehserie)
- 2022: Avatar: The Way of Water

## Auszeichnungen (Auswahl)
- 2023: Satellite-Award-Nominierung in der Kategorie Bester Ton für Avatar: The Way of Water
- 2023: BAFTA-Nominierung in der Kategorie Bester Ton für Avatar: The Way of Water
- 2023: Oscar-Nominierung in der Kategorie Bester Ton für Avatar: The Way of Water